# Карахост
Карахост — індо-скіфський правитель (можливо, сатрап), який правив у північній частині індійського субконтиненту близько 10 до н. е. — 10 року н. е.